# Henri Haupt
Henri Haupt (* 26. Mai 2006 in München) ist ein deutscher Tennisspieler.

## Persönliches
Henri ist der Sohn von Hubert Haupt, einem DTM-Rennfahrer, Unternehmer und Investor. Henri Haupt trainiert seit er sieben Jahre alt ist beim Münchner Tennisverein MTTC Iphitos unter dem Tennistrainer Ulf Fischer und macht zeitgleich sein Abitur in Mannheim.

## Karriere
Haupt spielte zwischen 2021 und 2023 auf der ITF Junior Tour. Dort gewann er ein Turnier der Kategorie J60 im Doppel. In der Junioren-Rangliste erreichte er mit Platz 460 seine höchste Notierung.
Ab 2024 tritt Haupt nur noch bei den Profis an. Er schaffte dort noch keinen Sieg in einem Hauptfeld der drittklassigen ITF Future Tour, sodass er bisher keine Platzierung in der Weltrangliste erreichte. Der einzige Einsatz außerhalb dieser Tour erfolgte beim Turnier der ATP Tour in München. Für die Einzel-Qualifikation sowie den Doppelwettbewerb erhielt er jeweils eine Wildcard, verlor allerdings beide Partien ohne eigenen Satzgewinn.